# São Pedro Damião no Monte de São Paulo (diaconia)
São Pedro Damião no Monte de São Paulo (em latim, S. Petri Damiani ad Montes S. Pauli) é uma diaconia instituída em 5 de março de 1973, pelo Papa Paulo VI.

## Titulares protetores
- Pietro Palazzini (1973-1974)
- Vacante (1974-2003)
- Gustaaf Joos (2003-2004)
- Agostino Vallini (2006- ) pro hac vice desde 2009